# Charged Coupled Device
En Charged Coupled Device (dansk: Ladningskoblet enhed) i daglig tale kaldet en CCD, er en elektronisk komponent der benyttes til at optage billeder digitalt.
CCDen er opbygget af et gitterværk af elektriske brønde/celler. Som navnet antyder er enhedens primære funktion at den er i stand til at flytte elektrisk ladning fra brønd til brønd. Cellerne oplades ved lys-/strålings-påvirkning som beskrevet i den fotoelektriske effekt. Ladningerne aflæses herefter ved at læse den første celle, hvorefter alle andre ladninger flyttes én plads. Dette gentages række for række indtil alle celler er aflæst.
CCDer benyttes i dag i stort set alle sammenhæng hvor der skal optages billeder, fra teleskoper og tv-kameraer til mobiltelefon-kameraer.

## Historie
CCDen blev opfundet i 1969 i USA på AT&T Bell Labs af Willard Boyle og George E. Smith. De to fysikere modtog Nobelprisen i 2009 for deres ideer der førte til skabelsen af CCDen.